# Анна Лінд
Ілве Анна Марія Лінд (швед. Ylva Anna Maria Lindh; 19 червня 1957, Стокгольм, Швеція — 2003, Стокгольм, Швеція) — шведська політична діячка, дипломатка.

## Життєпис
Народилася 19 червня 1957 року у стокгольмському районі Еншеде. У 1982 закінчила Уппсальський університет, бакалаврат юридичного факультету.
З 1982 — обрана депутаткою в Риксдаг — парламент Швеції.
У 1984 — очолила молодіжну лігу Соціал-демократичної партії Швеції, а в період з 1991 по 1994 рік була членкинею міської ради Стокгольму. У 1994 році обійняла посаду міністерки захисту довкілля в уряді Інгвар Карлссона, а у 1998 новий прем'єр-міністр Швеції Йоран Перссон призначив її міністеркою закордонних справ Швеції. Анна Лінд виступала із засудженням політики США в Іраку, а також критикувала політику урядів Аріеля Шарона і Сільвіо Берлусконі. В той же час вона активно виступала за розширення Євросоюзу і вступ Швеції в Європейське співтовариство.
З 1998 по 2003 — міністерка закордонних справ Швеції.
10 вересня 2003 року в супермаркеті у центрі Стокгольму на Анну Лінд було вчинено напад. Нападник завдав їй кілька ударів ножем, після чого зник у невідомому напрямку. Лінд було направлено до Каролінської лікарні, де лікарі протягом кількох годин боролися за її життя. Але вранці 11 вересня 2003 вона померла від отриманих поранень.
У вбивстві було звинувачено 25-річного громадянина Швеції, сина сербських емігрантів Михайла Михайловича. Звинувачений визнав свою провину, заявивши, що почув голос, який наказав йому зарізати Анну Лінд. Він був засуджений до довічного ув'язнення, попри те, що раніше був визнаний психічно хворим.
Анна Лінд була одружена. В неї лишилося двоє синів.